# Ярмошевич, Григорий Николаевич
Григорий Николаевич Ярмошевич (21 января 1928, Брестская область, Белорусская ССР — 13 мая 2013, Нижний Тагил, Свердловская область) — Герой Социалистического Труда, горновой Нижнетагильского металлургического комбината имени В. И. Ленина.

## Биография
Родился 21 января 1928 года в Брестской области Белорусской ССР в крестьянской семье.
В годы Великой Отечественной войны был участником партизанского движения. Летом 1944 года был мобилизован в трудовую армию и был направлен в город Нижний Тагил, где прошёл обучение в школе ФЗО при Новотагильском металлургическом заводе. Затем устроился работать помощником горнового, затем вторым и первым горновым в доменном цехе. В период 1959—1965 года активно осваивал новые производственные мощности комбината, а бригада дала сверх плана 80 тысяч тонн чугуна.
После выхода на пенсию проживал в Нижним Тагиле, был членом КПСС.
Скончался 13 мая 2013 года.

## Награды
За свои достижения был неоднократно награждён:
- 06.02.1951 — медаль «За трудовое отличие»;
- 22.03.1966 — звание Герой Социалистического Труда с золотой медалью «Серп и Молот» и орденом Ленина «за выдающиеся заслуги, достигнутые в развитии чёрной металлургии»;
- 11.10.1974 — орден Октябрьской революции.